# 岡田彩菜
岡田 彩菜（おかだ あやな、1989年3月30日  ）は、日本の歌手、ミュージシャン、グラビアアイドル、タレント。本名同じ。東京都出身。血液型A型。